# 神さまがくれた娘
『神さまがくれた娘』（かみさまがくれたむすめ、原題：Deiva Thirumagal）は、2011年に公開されたインドのタミル語ドラマ映画。監督・脚本はA・L・ヴィジャイが務め、ヴィクラム、サーラー・アルジュン、アヌシュカ・シェッティ、アマラ・ポール、ナーサルが出演している。6歳児程度の知能しか持たない父親と、その娘の絆を描いた作品であり、2001年公開の『アイ・アム・サム』から強い影響を受けている。

## キャスト
- クリシュナ - ヴィクラム
- ニラー・クリシュナ - ベイビー・サーラー（英語版）
- アヌラーダー・ラグナーダン弁護士 - アヌシュカー（声：ディーパ・ヴェンカット（英語版））
- シュヴェータ・ラージェンドラン事務局長 - アマラ・ポール（英語版）（声：サヴィタ・ラーダクリシュナン（英語版））
- バーシャム弁護士 - ナーサル
- ヴィノード弁護士 - サンダーナム
- マーシー - M・S・バスカール（英語版）
- ラジェンドラン - サチン・ケデカール（英語版）
- ラグナタン - Y・G・マヘンドラ（英語版）
- ヴィクター - クリシュナ・クマール（英語版）
- ナンダクマール - M・R・キショール・クマール
- バシェール医師 - ラヴィ・ヴェンカトラマン
- マーシーの妻 - スレカ・ヴァニ（英語版）
- クリシュナの友人 - T・M・カールティク（英語版）
- プリヤ - トゥラシ
- バーシャムの妻 - レティカ・シュリニヴァス（英語版）
- ムルガ - パンディ（英語版）
- ムッタカンナン - ガダム・キシャン（英語版）
- ジョージ・マリヤーン（英語版）
- カルティク - カールティク・クマール（英語版）（ゲスト出演）

## 製作

### 企画
製作には5か月間かかっているが、A・L・ヴィジャイによると4年前から企画を考えていたという。ヴィジャイとヴィクラムの参加が確定すると、製作側はヴィディヤー・バーランに出演をオファーするが、彼女は辞退している。2010年10月にアヌシュカ・シェッティが主要キャストとして起用され、11月にはアマラ・ポールの出演が決まった。本来はポールが演じる役はミーラ・ジャスミンが演じる予定だったが、彼女は製作が始まる直前に降板している。2011年初めにディヴァ・スパンダナの起用が報じられたが、ヴィジャイは「単なる噂」と否定している。スタッフとして、ヴィジャイが監督した『Madrasapattinam』に参加しているG・V・プラカーシュ・クマール、ニラーヴ・シャー、アンソニーが参加している。美術監督にはサンタナムが起用され、衣装デザインはディーパリー・ノーアが担当した。サーラーは2歳の時にヴィジャイが手がけたコマーシャルに出演した経験があり、ヴィジャイはムンバイを訪れて彼女の家族と面会し、彼女を起用した。
映画の正式なタイトルは2011年4月まで発表されず、製作期間中に様々なタイトルが発表されていた。最初に発表されたタイトルは、シヴァージ・ガネーサンをフィーチャリングした1969年公開の映画に由来する「Deiva Magan」だったが、シヴァージ・プロダクションがタイトルの権利を主張し、同時に彼の孫であるヴィクラム・プラブをフィーチャリングした映画にタイトルを使用する可能性について言及した。次に「Pitha」というタイトルが発表されたが、これもトラブルにより使用を断念し、さらに「Deiva Thirumagan」というタイトルも問題に直面した。しかし、2011年3月には「Deiva Thirumagan」というタイトルを使用することが決定した。

### 撮影
2010年後半にウダカマンダラムの山岳地帯で撮影が行われ、クリシュナが働くチョコレート工場はサンタナムの美術チームがセットを組んで撮影された。チェンナイでも撮影が行われ、チェンナイ高等裁判所のシーンが撮影された。2011年2月からは再びウダカマンダラムで撮影が行われ、同地で撮影が終了した。ヴィクラムは子供の精神年齢の大人を演じるための役作りとして、特別学校を訪問している。

### 音楽
サウンドトラックはプラカーシュ・クマールが担当しており、彼がヴィジャイの監督作品に参加するのは『Kireedam』『Madrasapattinam』に続き3作目になる。サウンドトラックは2011年4月21日に発売された。

## 作品のテーマ
多くの批評家は、映画がジェシー・ネルソンの監督映画『アイ・アム・サム』の強い影響を受けていると指摘しているが、ヴィジャイはこの意見を否定している。ザ・ヒンドゥーのマラーティー・ランガラジャンは、「『アイ・アム・サム』のショーン・ペンに衝撃を受けた者、『レインマン』のダスティン・ホフマンの旅を見た者ならば、これらと『神さまがくれた娘』との類似点を容易に見付けることができるでしょう」「時には『Moondram Pirai』と『Gunaa』のことも思い出すでしょう」と述べている。

## 公開
2011年4月3日にレインツリーホテル 聖マリー通りでタイトルとロゴ、予告編映像とプロモーションビデオが公開された。発表会にはスタッフやキャストが出席し、予告編は批評家から公表された。
映画の衛星放送権はSun TVが取得し、中央映画認証委員会は映画のレイティングを「U」（全年齢鑑賞可能）に設定した。映画は400-500スクリーンでの上映を予定しており、タミル・ナードゥ州で250スクリーン、北インドでは50スクリーンで上映された。プレミア上映はドバイで行われた。
チェンナイでは座席占有率が100%となり、公開3日間で800万ルピーの収益を上げた。公開1週間で興行収入は2530万ルピーを記録し、座席の平均占有率は90%となった。6週間後には興行収入7010万ルピーを記録した。映画は100日間上映された。

## 評価

### 批評

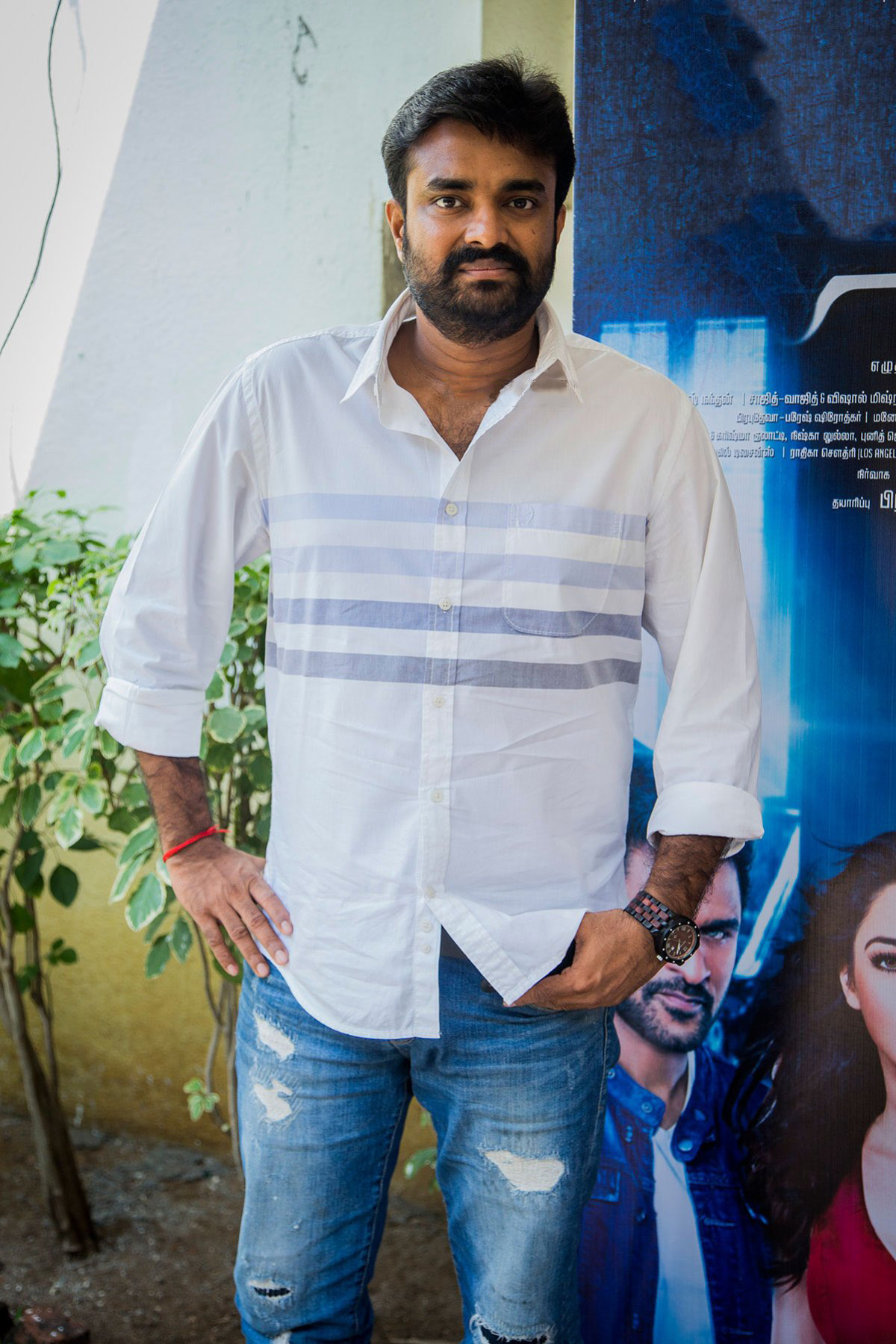
A・L・ヴィジャイ

映画は好意的な評価がされている。CNN-IBNは3.5/5の評価を与え、「ヴィジャイは成熟した感情シークエンスを処理した」と絶賛し、「創造的な力は、いくつかの欠点や物語の遅さにもかかわらず、映画をより高いレベルに引き上げている」と批評している。Behindwoods.comは映画を「父と娘の間の感情的な物語」と表現し、三ツ星半を与えた。Sifyは、映画がヴィクラムにとって「その年の最も良い仕事となった」ことに注目し、「あなたは彼の真剣さと涙を感じることができます。彼は少年のような魅力と太陽の光のような無邪気さを裁判所のシーンで見ることができ、暗いマックスの彼の会話は胸が張り裂けそうになります」と批評している。デカン・ヘラルドのS・ヴィシュワナースは、「A・L・ヴィジャイの『神さまがくれた娘』は、彼の才能を証明し、彼の輝かしいチームに支えられ、それがチケットを支払う価値を保証している」と批評した。nowrunningのD・I・アラヴィンダンは三ツ星半を与え、「前半の物語の遅さという欠点があるにもかかわらず、映画は並外れた演技と感情の力によって、観るべき価値を保証している」と批評している。チェンナイ・オンラインは「傑出した映画」と表現し、「敏感なアプローチと良い音楽、素晴らしい撮影、そして優れた演技が映画において大きな役割を果たしている」と批評している。ザ・ヒンドゥーのマラーティー・ランガラジャンは「セルロイドのセンシティブな詩」と表現し、「ヴィジャイはこの才能の倉庫のために充分な飼料を提供し、俳優たちは喜んでそれを食い尽した」と批評し、同時にヴィクラムの演技を称賛した。
nowrunningのロヒット・ラマチャンドランは二つ星半の評価を与え、「発達障害者を持つ家族を喜ばせるエンターテイメントは、終わりに向かって精神的な課税がなされる」と批評した。Rediff.comのパヴィスラ・シュリニヴァサンは二つ星半の評価を与えヴィクラムの演技を称賛した一方、映画については「あなたがお涙頂戴映画のファンで、『アイ・アム・サム』を観たことがないのなら、『神さまがくれた娘』で感動するかも知れません。他の観客にとっては既視感を覚えさせ、最後には弱い脚本が大いに不満を抱かせるでしょう」と酷評している。

### 受賞・ノミネート
| 映画賞                            | 部門                 | 対象                         | 結果       |
| --------------------------------- | -------------------- | ---------------------------- | ---------- |
| 大阪アジアン映画祭                | グランプリ           | 神さまがくれた娘             | 受賞       |
| 大阪アジアン映画祭                | ABC賞                | 神さまがくれた娘             | 受賞       |
| フィルムフェア賞 南インド映画部門 | 審査員選出男優賞     | ヴィクラム                   | 受賞       |
| ヴィジャイ・アワード              | 主演男優賞           | ヴィクラム                   | 受賞       |
| ヴィジャイ・アワード              | 審査員特別賞         | サーラー・アルジュン         | 受賞       |
| ヴィジャイ・アワード              | フェイバリット女優賞 | アヌシュカ・シェッティ       | 受賞       |
| ヴィジャイ・アワード              | フェイバリット男優賞 | ヴィクラム                   | ノミネート |
| ヴィジャイ・アワード              | 主演女優賞           | アヌシュカ・シェッティ       | ノミネート |
| ヴィジャイ・アワード              | 音楽監督賞           | G・V・プラカーシュ・クマール | ノミネート |
| ヴィジャイ・アワード              | 撮影賞               | ニラーヴ・シャー             | ノミネート |
| 南インド国際映画賞                | 主演男優賞           | ヴィクラム                   | ノミネート |
| 南インド国際映画賞                | 主演女優賞           | アヌシュカ・シェッティ       | ノミネート |
| 南インド国際映画賞                | 特別賞               | ヴィクラム                   | 受賞       |
| ヴィカタン・アワード              | 主演男優賞           | ヴィクラム                   | 受賞       |
| ヴィカタン・アワード              | コメディアン賞       | サンダーナム                 | 受賞       |
| ヴィカタン・アワード              | 子役賞               | サーラー・アルジュン         | 受賞       |